# Presidenti e allenatori dell'Amatori Wasken Lodi
Qui di seguito sono riportati i presidenti e gli allenatori dell'Amatori Wasken Lodi.

## Storia
Sono stati sette i presidenti dell'Amatori Lodi. Quattro (Luigi Oliva, Aurelio Gasparini, Gianni Carminati e Mazzuccato) dal 1965 al 1996 anno in cui il club sospese l'attività e tre dopo la rifondazione del club avvenuta nel 1999. Roberto Citterio con cinque titoli, alla stagione 2018-2019, è il presidente più titolato. Nuno Resende avendo vinto due scudetti e due supercoppe italiane è l'allenatore con più titoli in bacheca nella storia del club.

## Lista dei presidenti
Di seguito l'elenco dei presidenti dell'Amatori Lodi dall'anno della fondazione ed i relativi trofei vinti.
- 1965-1971:  Luigi Oliva
- 1971-1979:  Aurelio Gasparini
- 1979-1989:  Gianni Carminati
- 1989-1996:  Mazzuccato
- 1999-2014:  Fulvio D'Attanasio
- 2014-2019:  Roberto Citterio
- dal 2019:  Gianni Blanchetti

### Titoli vinti
Segue l'elenco dei presidenti in ordine cronologico con i trofei ufficiali vinti alla guida dell'Amatori Lodi.
| Nome               | Campionati italiani | Coppe Italia | Supercoppe italiane | Coppe di Lega | Coppa delle Coppe | Coppa CERS | Totale |
| ------------------ | ------------------- | ------------ | ------------------- | ------------- | ----------------- | ---------- | ------ |
| Aurelio Gasparini  |                     | 1            |                     |               |                   |            | 1      |
| Gianni Carminati   | 1                   |              |                     |               |                   | 1          | 2      |
| Mazzuccato         |                     |              |                     |               | 1                 |            | 1      |
| Fulvio D'Attanasio |                     | 1            |                     | 1             |                   |            | 2      |
| Roberto Citterio   | 2                   | 1            | 2                   |               |                   |            | 5      |
| Gianni Blanchetti  | 1                   | 1            |                     |               |                   |            | 2      |
| Totale             | 4                   | 4            | 2                   | 1             | 1                 | 1          | 13     |

## Elenco cronologico degli allenatori
Di seguito l'elenco di allenatori noti dell'Amatori Lodi dall'anno della fondazione e i relativi trofei vinti.
- 1966 ?
- 1967 ?
- 1968 ?
- 1969 ?
- 1970 ?
- 1971 ?
- 1972 ?
- 1973 ?
- 1974 ?
- 1975 ?
- 1976 ?
- 1977 ?
- 1978 ?
- 1979 ?
- 1979-1980  Franco Mora
- 1980-1981  Francesco Marchesini (?ª-?ª) -  Franco Mora (?ª-?ª)
- 1981-1982 ?
- 1982-1983  Marino Severgnini
- 1983-1984 ?
- 1984-1985  Rinaldo Uggeri
- 1985-1986 ?
- 1986-1987  Rinaldo Uggeri
- 1987-1988 ?
- 1988-1989  Aldo Belli
- 1989-1990 ?
- 1990-1991 ?
- 1991-1992 ?
- 1992-1993  Rinaldo Uggeri
- 1993-1994  Franco Mora
- 1994-1995 ?
- 1995-1996  Marino Severgnini

- 1999-2000  Aldo Belli
- 2000-2001  Aldo Belli
- 2001-2002  Aldo Belli
- 2002-2003  Aldo Belli
- 2003-2004  Aldo Belli
- 2004-2005  Nino Caricato (?ª-?ª) -  Roberto Citterio (?ª-?ª)
- 2005-2006  Roberto Citterio (?ª-?ª) -  Andrea Perin (?ª-?ª)
- 2006-2007  Andrea Perin
- 2007-2008  Roberto Crudeli
- 2008-2009  Roberto Crudeli (?ª-?ª) -  Aldo Belli (?ª-?ª)
- 2009-2010  Aldo Belli
- 2010-2011  Aldo Belli
- 2011-2012  Pino Marzella
- 2012-2013  Pino Marzella (?ª-?ª) -  Pierluigi Bresciani (?ª-?ª)
- 2013-2014  Aldo Belli
- 2014-2015  Aldo Belli
- 2015-2016  Paolo De Rinaldis
- 2016-2017  Nuno Resende
- 2017-2018  Nuno Resende
- 2018-2019  Nuno Resende
- 2019-2020  Nuno Resende
- 2020-2021  Pierluigi Bresciani
- 2021-2022  Pierluigi Bresciani
- 2022-2023  Pierluigi Bresciani
- 2023-2024  Pierluigi Bresciani
- 2024-2025  Pierluigi Bresciani

### Titoli vinti
Di seguito l'elenco degli allenatori che hanno vinto trofei ufficiali alla guida dell'Amatori Lodi.

Aldo Belli giocatore e allenatore dell'Amatori Lodi

| Nome                | Campionati italiani | Coppe Italia | Supercoppe italiane | Coppe di Lega | Coppa delle Coppe | Coppa CERS | Totale |
| ------------------- | ------------------- | ------------ | ------------------- | ------------- | ----------------- | ---------- | ------ |
| ?                   |                     | 1            |                     |               |                   |            | 1      |
| Franco Mora         | 1                   |              |                     |               | 1                 |            | 2      |
| Rinaldo Uggeri      |                     |              |                     |               |                   | 1          | 1      |
| Aldo Belli          |                     |              |                     | 1             |                   |            | 1      |
| Pino Marzella       |                     | 1            |                     |               |                   |            | 1      |
| Paolo De Rinaldis   |                     | 1            |                     |               |                   |            | 1      |
| Nuno Resende        | 2                   |              | 2                   |               |                   |            | 4      |
| Pierluigi Bresciani | 1                   | 1            |                     |               |                   |            | 2      |
| Totale              | 4                   | 4            | 2                   | 1             | 1                 | 1          | 13     |